# CRAZY-A
CRAZY-A（クレイジーエー、本名：瀬谷章、1962年2月23日 - ）は日本のヒップホップミュージシャンである。ダンサー、MC、音楽プロデューサーとして活動している。名前の由来は、本家ROCK STEADY CREWのリーダー・CRAZY LEGSと、本名の章（あきら）から。日本で初めてBボーイと呼ばれ、日本最大のヒップホップイベントB BOY PARKの創始者。ZOOのメンバーNAOYAの実兄である。

## 来歴
アメリカの大御所ダンス・チームROCK STEADY CREWから日本支部として暖簾分けを受けたROCK STEADY CREW JAPANのリーダーとして活動。東京原宿の「ホコ天」においてBREAKIN'を始める。1980年代半ばに4人組のダンスユニット「ELECTRIC WAVE」のメンバーとして芸能界デビュー。風見慎吾のバックダンサーを担った。
1997年、自身の呼びかけによりイベント「B BOY PARK」を開始。
2009年6月4日、大麻取締法違反（所持）の現行犯で逮捕。

## ディスコグラフィ

### シングル
- ダウン バイ ロー （2002年8月7日） CRAZY-A & KICK THE CAN CREW名義

### アルバム
- Akira - Who Hates Crazy-A （1995年）
- COLLECTION （1997年2月26日）
- to B REAL （2009年3月25日）

### EP
- PLEASE （1992年11月25日）

### 参加楽曲
- RHYMESTER　「「B」の定義 feat. Crazy-A」　『リスペクト』　（1999年7月20日）
- EXILE  「Follow Me（ROCKSTEADY MIX）feat. 童子-T Remixed by LUCKY BREAK a.k.a. CRAZY-A」　『The other side of EX Vol.1』（2003年9月10日）- 編曲担当者としてクレジットに記載。
- EAST END　「韻とLAW feat. CRAZY-A」　『Beginning of the Endless』　（2003年9月24日）
- Radio Aktive Project　「Bボーイロジィ feat. Crazy-A」　『neworlder』　（2009年5月20日）